# Der verlorene Schatz der Tempelritter
Der verlorene Schatz der Tempelritter ist ein dänischer Abenteuerfilm des Regisseurs Kasper Barfoed aus dem Jahr 2006.

## Handlung
Die zwölfjährige Katrine macht mit ihrem Vater Urlaub auf der Insel Bornholm. Ihr Freund Nis ist unterdessen auf der Spur der Kreuzritter, die die Insel im Mittelalter bewohnten. Da die Ritter dort natürlich auch ihre Kirchen errichteten, vermutet Nis dort Hinweise auf den legendären Schatz der Tempelritter. Katrine, Nis und ihr gemeinsamer Freund Mathias erkunden eine der Kirchen und entdecken einen unterirdischen Raum. Die cleveren Kinder finden einen Schlüssel und Katrine bekommt von Johannes, dem Vikar der Kirche, einen Ring geschenkt, der Hinweise auf den Schatz gibt.
Doch es suchen auch noch andere nach dem Schatz, darunter die schwarzgewandeten Männer der „Schwarzen Bruderschaft“. Die Kinder werden Zeugen des Mordes an dem Vikar der Kirche. Nun ist für sie höchste Vorsicht geboten. Die Männer glauben, dass die Kinder mehr wissen und brechen in Nis' Zimmer ein. Nun beginnt ein Wettrennen. Katrine, Nis, Mathias und Nis' Schwester Fie finden die geheime Bibliothek der Tempelritter und die Bundeslade. Ihre Gegner von der Bruderschaft tauchen auf, doch die Kinder und das Geheimnis werden von den Nachfahren der Tempelritter gerettet. Unter ihnen ist auch Katrines Vater.

## Kritik
Für den film-dienst ist der Film eine „Detektivgeschichte von Enid Blyton, der mit seinem Mystery-Touch wohligen Schauer erzeugt, ohne die jungen Zuschauer zu überfordern“.

## Hintergrund
Mie Andreasen gewann 2003 zusammen mit Martin Strange-Hansen den Oscar für den Besten Kurzfilm.
Es entstanden zwei Fortsetzungen des Filmes:
- Der verlorene Schatz der Tempelritter 2
- Der verlorene Schatz der Tempelritter 3 – Das Geheimnis der Schlangenkrone

## Auszeichnungen
Der Film wurde 2006/2007 bei verschiedenen Filmfestivals fünfmal ausgezeichnet.